# Apoteoza Homera

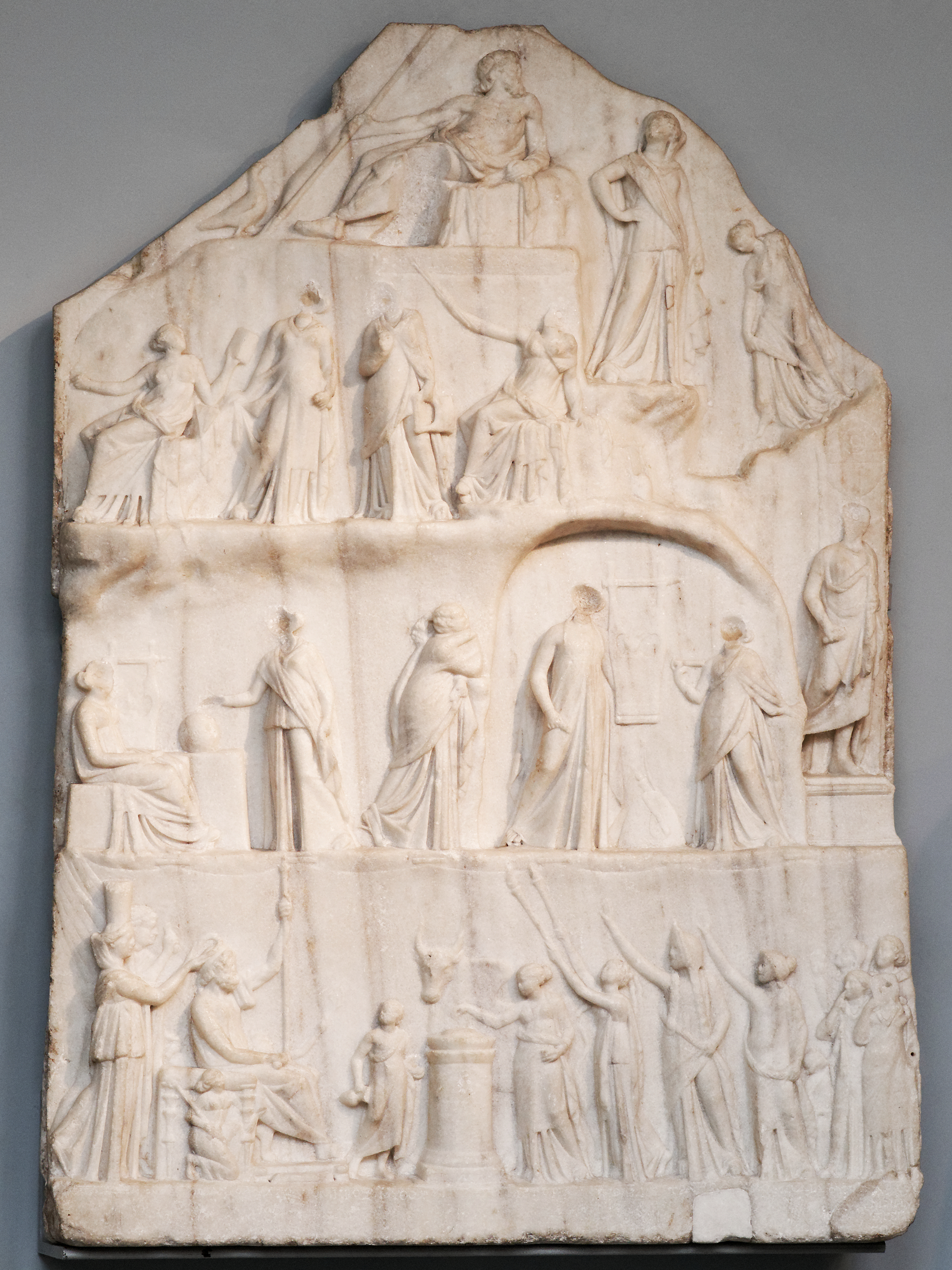

Apoteoza Homera – umowna nazwa hellenistycznego reliefu Archelaosa z Priene, wyobrażającego apoteozę Homera.
W starożytności greckiej poeta był obiektem czci, najstarsze przedstawienie gloryfikującej go sceny zawiera pochodzący z III wieku p.n.e. marmurowy relief Archelaosa, przechowywany w British Museum. Płaskorzeźba odnaleziona w Italii, prawdopodobnie ok. 1658, powstała jednak w greckim Egipcie. Relief ukazuje królewską parę – Ptolemeusza IV Filopatora i Arsinoe III, stojących przed siedzącym poetą i otoczonych przez postaci z Iliady i Odysei oraz dziewięć muz. W przedstawieniu umieszczono również postać Apolla jako bóstwa patronującego muzyce i poezji.